# Piaggio X8

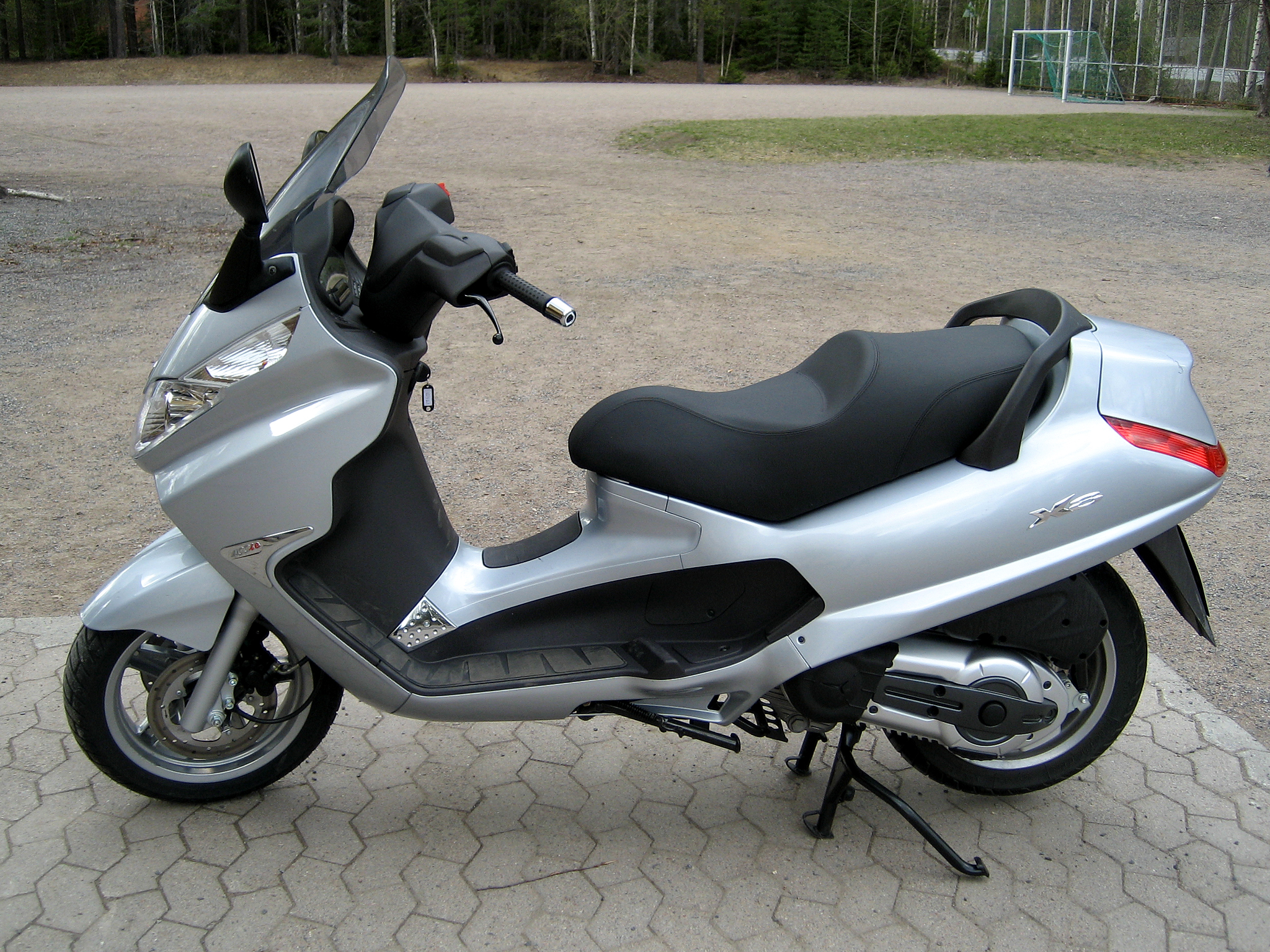
Piaggio X8 400

Die Piaggio X8 ist ein Großroller des italienischen Fahrzeugherstellers Piaggio.
Der Roller wurde von 2006 bis 2012 mit wassergekühlten Motoren mit 125 cm³, 200 cm³, 250 cm³ und 400 cm³ Hubraum produziert, wobei die Fahrzeuge seit 2009 Piaggio XEvo genannt werden. Speziell für Italien gab es noch die X8 150 Street mit einem luftgekühlten 150-cm³-Motor. Im Stauraum unter der Sitzbank, der sich auch über eine Heckklappe beladen lässt, ist genug Platz für zwei Integralhelme.
Die Roller bis 200-cm³ sind Vergasermodelle, ab 250-cm³ Einspritzer.